# پتروفکا (کوش-یلگینسکی، شهرستان بیژبولیاکسکی، باشقیرستان)
پتروفکا (انگلیسی: Petrovka, Kosh-Yelginsky Selsoviet, Bizhbulyaksky District, Republic of Bashkortostan) یک شهرک در شهرستان بیژبولیاکسکی باشقیرستان کشور روسیه است.